# The Song Remains the Same (chanson)
 (février 2017).
Si vous disposez d'ouvrages ou d'articles de référence ou si vous connaissez des sites web de qualité traitant du thème abordé ici, merci de compléter l'article en donnant les références utiles à sa vérifiabilité et en les liant à la section « Notes et références ».
Pistes de Houses of the Holy
The Rain Song
(2)
The Song Remains the Same est une chanson du groupe britannique de hard rock Led Zeppelin parue en 1973 sur l'album Houses of the Holy, sorti le 28 mars 1973.
La chanson est à l'origine un instrumental composé par Jimmy Page auquel Robert Plant, fortement inspiré par le morceau, ajoute des paroles sur l'universalité de la musique. Il suggère alors de baisser l'intensité pour y introduire les paroles. L'introduction de la chanson est assez proche de celle de la chanson Tinker, Tailor, Soldier, Sailor des Yardbirds.